# Paolo Ferraris
Paolo Ferraris (1895) è stato un calciatore italiano, di ruolo difensore.

## Carriera
Nato nel 1895, Paolo "Paolino" Ferraris era noto anche come Ferraris I, per distinguerlo dai fratelli Gino (Ferraris II), Fausto (Ferraris III) e Attilio (Ferraris IV), anch'essi calciatori. Con la Fortitudo di Roma disputa 12 gare nei campionati di Prima Divisione 1922-1923 e Prima Divisione 1923-1924.